# Elagatis bipinnulata
Elagatis bipinnulata · Coureur arc-en-ciel, Comète saumon, Saumon des Caraïbes
Genre
Espèce
Elagatis bipinnulata, communément nommé Coureur arc-en-ciel, Comète saumon ou Saumon des caraïbes, est une espèce de poissons marins de la famille des Carangidae. C'est la seule espèce de son genre Elagatis (monotypique).

## Distribution
Le Coureur arc-en-ciel a une distribution dite circumtropicale mais semble être absent du Golfe Persique. Il vit habituellement entre 0 et 10 m de profondeur mais on peut parfois le trouver jusqu'à près de 160 m de profondeur.

## Description
Il peut atteindre une taille maximale de 120 cm de long mais sa taille commune est souvent inférieure à 80 cm.
C'est un poisson grégaire formant des bancs de plusieurs centaines d'individus. Il se nourrit de zooplancton,de petits poissons et d'invertébrés.
Sa reproduction est ovipare. Ce poisson devient mature vers l'âge de 3 ans lorsqu'il atteint une taille de 60 à 65 cm et il pond alors de 1800 à 95000 œufs par an.